# Capela de Santa Catarina (Goa)

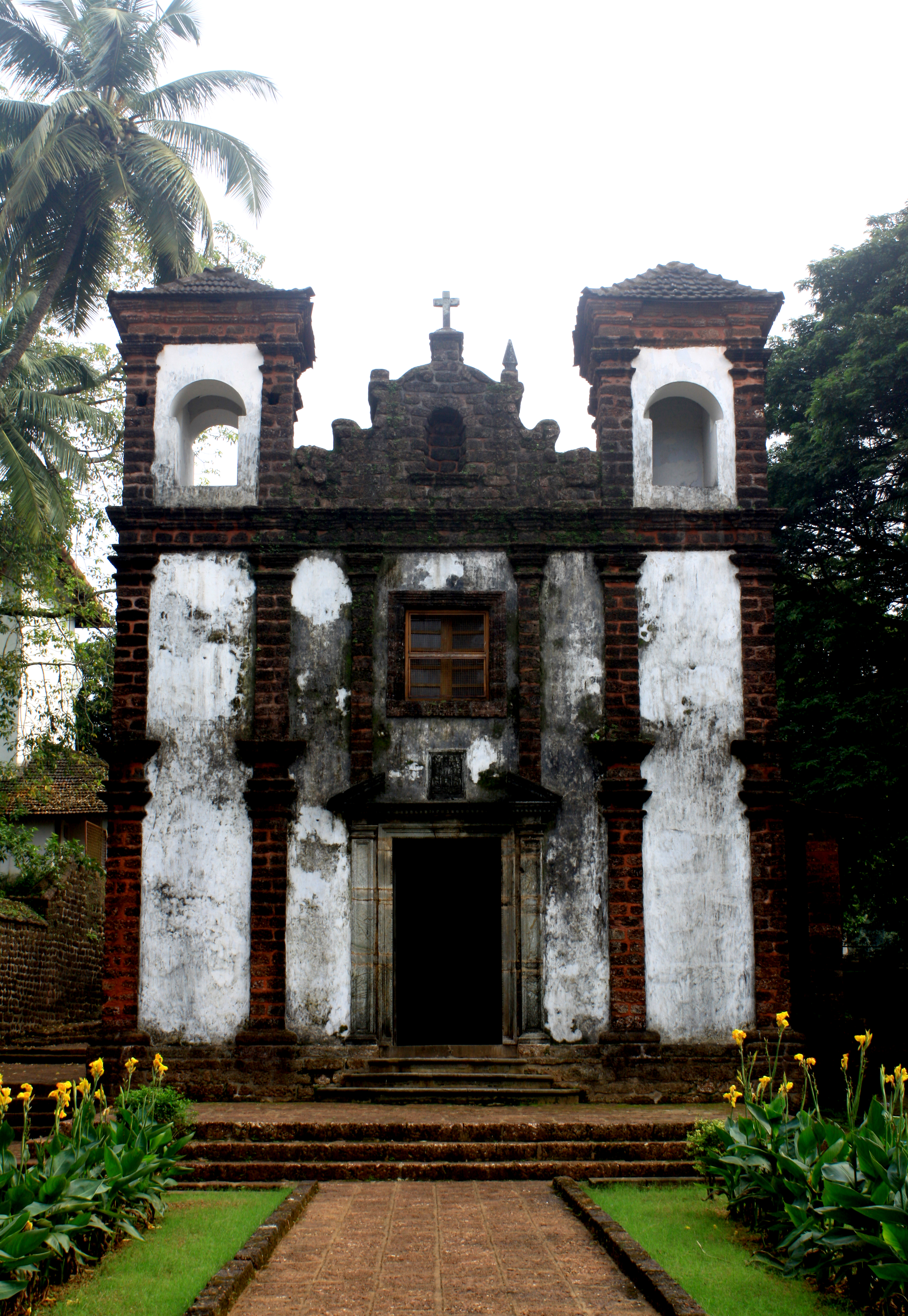
Kapelle der Heiligen Katharina, auf Portugiesisch Capela de Santa Catarina

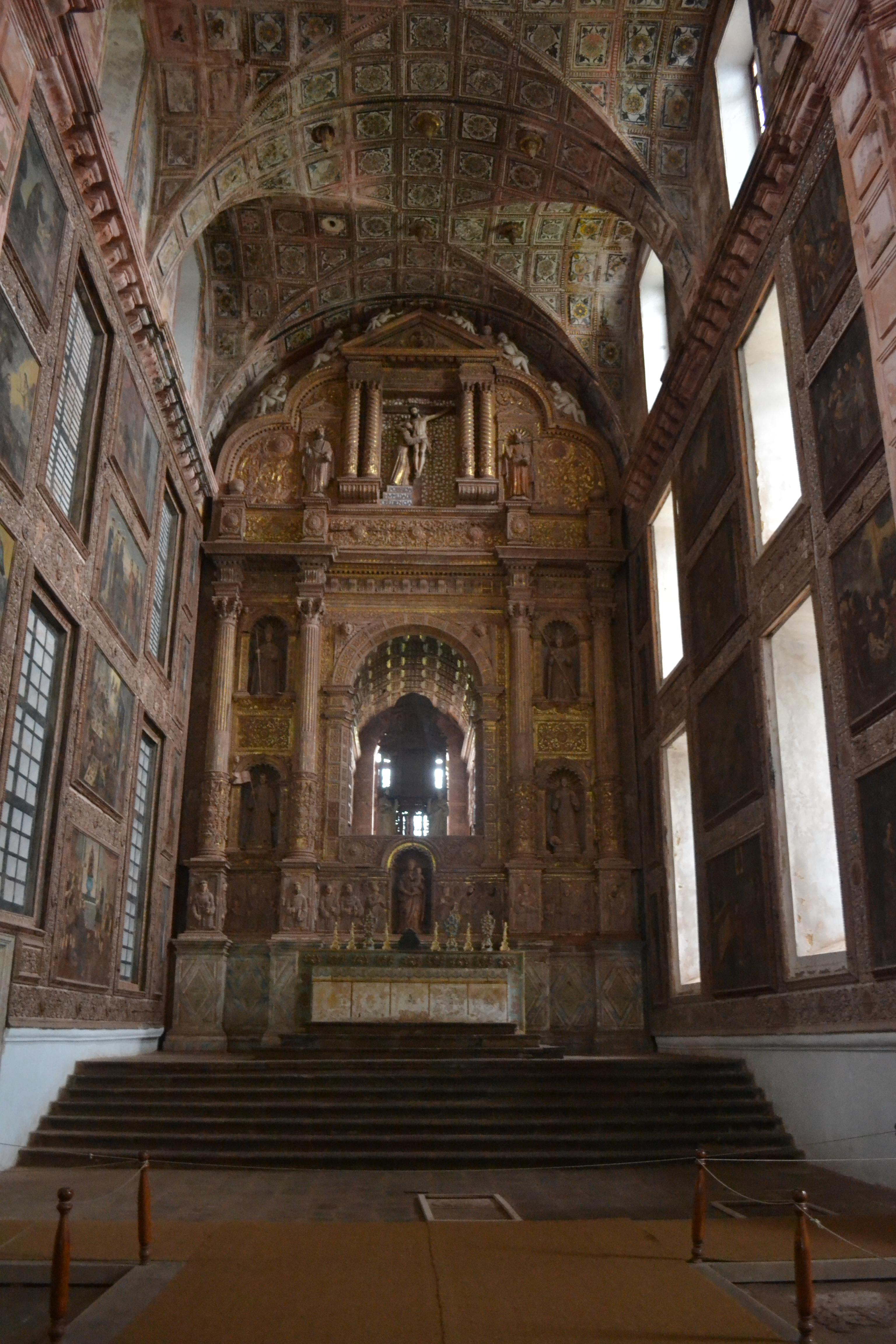
Innenraum

Die Kapelle der Heiligen Katharina (portugiesisch Capela de Santa Catarina) ist eine Kapelle zu Ehren der Heiligen Katharina von Alexandrien in der indischen Stadt Velha Goa. Die Kapelle ist Teil des UNESCO-Weltkulturerbe-Ensembles „Kirchen und Klöster von Goa“ (s. Welterbe in Indien) und gilt als erstes römisch-katholisches Bauwerk in Indien. Sie gehört zum Erzbistum Goa und Daman.

## Geschichte
Im Jahr 1510 stand der portugiesische Seefahrer Afonso de Albuquerque vor den Toren von Goa, damals unter der Herrschaft des Sultanats Bijapur. Direkt neben der goesischen Stadtmauer ließ Albuquerque eine kleine Kapelle errichten, die, nachdem die Portugiesen Goa am 25. November 1510 eingenommen hatten, der Heiligen Katharina von Alexandrien gewidmet wurde. Neben der Kapelle wurden später das königliche Krankenhaus und das heute noch stehende São Francisco-Kloster errichtet.
Der erste Bau war ein schlichter Lehmbau mit Schilfdach. Albuquerque befahl jedoch eine nach seiner Ansicht angemessenere Kapelle zu errichten, wofür Reichtümer der Hauptmoschee von Goa genommen werden sollten. 1515 hatte der Vikar der Kapelle bereits genügend Mittel und einen ersten Entwurf für einen Steinbau, die Bauarbeiten begannen aber erst 1534.
1550 wurde die Kapelle auf Befehl des Kolonialgouverneurs Jorge Cabral neu errichtet. Eine Inschrift an der Kapelle erhalten berichtet davon:

«AQUI NESTE LVGAR ESTAVA A PORTA PORQVE ENTROU O GOVERNADOR Å DALBOQUERQUE E TOMOU ESTA CIDADE AOS MOUROS ˜e dIA DE SANTA CATARINA ANO DE 1510 EM CVJO LOVVOR E MEMORIA O GOVERNADOR JORGE CABRAL MÃDO FAZER ESTA CASA ANO DE 1550 À CUSTA DE S A»

„Dieser Ort befand sich am [Eingangs-]Tor [der Stadt], denn hier trat der Gouverneur Afonso de Albuquerque ein und nahm die Stadt von den Mauren am Tag der Heiligen Katharina im Jahr 1510, in deren Ehren und Gedenken Gouverneur Jorge Cabral 1550 den Bau dieses Hauses befahl, auf Kosten von S A [unklar].“

Anlässlich einer Ausstellung der Reliquien des Heiligen Franz Xaver, erhielt die Kapelle 1952 eine Grundsanierung nach Entwürfen des Architekten Baltasar de Castro, damaliger Beamter der portugiesischen Denkmal-Generaldirektion. Dies war Teil einer groß angelegten Renovierungsmaßnahme von Velha Goa.
1986 stufte die UNESCO die Kirche als Teil des Ensembles „Klöster und Kirchen von Goa“ als Weltkulturerbe ein. In der portugiesischen Denkmaldatenbank Sistema de Informação para o Património Arquitectónico, das auch Denkmale ehemaliger portugiesischer Kolonien umfasst, ist die Kathedrale mit der Nummer 11431 eingetragen. In der Datenbank des Archaeological Survey of India ist die Kathedrale mit der Nummer N-GA-5 eingetragen.

## Architektur

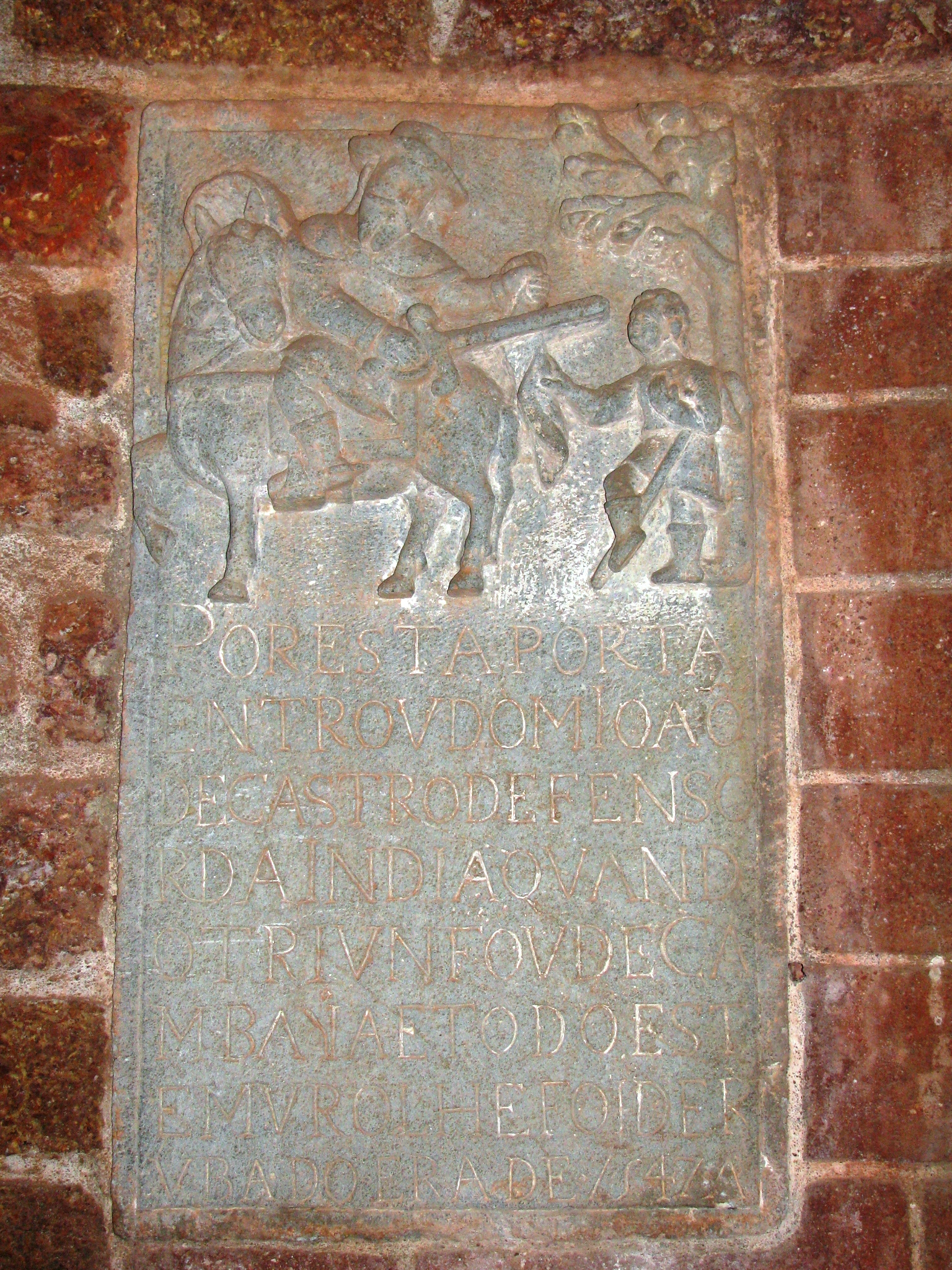
Bild des Sankt Martins mit der Inschrift (übersetzt): „Durch diese Tür trat Dom João de Castro, Verteidiger von Indien, nachdem er Cambay erobert hatte und diese Wand für ihn niedergerissen wurde, im Jahr 1547.“

### Außen
Die Kapelle hat einen viereckigen Grundriss mit nur einem Kirchenschiff. Die Fassade der Kapelle ist schlichten gehalten und durch Pilaster in drei Teile geteilt, zwei kleine Glockenturmaufsätze ergänzen die Fassade. Das Eingangstor befindet sich zentral in der Mitte und ist mit einem gerade Türsturz ausgestattet, darüber befindet sich ein kleines Fenster.

### Innenraum
Der Innenraum der Kapelle besteht nur aus einem Kirchenschiff und einer steinernen Apsis sowie einem Gewölbedecke, ebenso aus Stein.